# Castello Wulff
Il Castello Wulff (in spagnolo: Castillo Wulff) è un edificio storico che si affaccia sul mare, situato nella città di Viña del Mar, in Cile.
Fu costruito nel 1906 dalla famiglia Wulff ed è stato dichiarato monumento storico nazionale il 20 settembre 1995 dal Ministero dell'Educazione.

## Storia
Gustavo Wulff, commerciante tedesco di carbone, nonché trasportatore marittimo, emigrò in Cile nel 1881. Nel 1904, acquistò dal dott. Teodoro Von Schoeders 1 260 metri quadri (13 600 ft²) di terreno di fronte al Cerro Castillo, a Viña del Mar. Costruì la nuova casa nel 1906 e nel 1917 assunse l'architetto Alberto Cruz Montt per trasformare la casa in un castello. Alla fine fu aggiunta una nuova torre, costruita su alcune rocce del lato nord e un ponte per unire la struttura.
Nel 1946, la signora Esperanza Artaza Matta ereditò la proprietà e chiese a un altro architetto, José Alcalde, di ristrutturarla. La torre meridionale fu quindi rimossa.
La città acquistò il castello nel 1959. Dal 1960 al 1988 ha ospitato il Museo Naval de la Armada de Chile (Museo delle Forze della Marina Cilena). Tra il 1990 e il 1999 ha ospitato la collezione dello scrittore Salvador Reyes Figueroa.